# 四島一二三
四島 一二三（しじま ひふみ、1881年10月14日 - 1976年11月1日）は、日本の経営者。福岡相互銀行社長を務めた。

## 経歴
福岡県出身。1896年に善導寺高等小学校を卒業し、1897年から1918年までに渡米した。
1924年に福岡無尽(のちの福岡相互銀行)を設立し、専務に就任し、1936年1月に社長に就任し、1969年5月から会長を務めた。
1955年11月に黄綬褒章を受章し、1969年11月に勲五等瑞宝章を受章。
1976年11月1日、心不全のために死去。95歳没。